# Microsoft PhotoDraw
Microsoft PhotoDraw – edytor grafiki wektorowej wyprodukowany przez firmę Microsoft. PhotoDraw był pierwszym programem w pakiecie Microsoft Office służącym do tworzenia i edycji grafiki. W późniejszych wersjach pakietu Office zastąpił go Microsoft Photo Editor, edytor grafiki bitmapowej.

## Historia programu

### Microsoft PhotoDraw 2000
Microsoft PhotoDraw 2000 ukazał się w 1999 roku wraz z pakietem biurowym Microsoft Office 2000 w wersjach Premium oraz Developer, ale znajdował się na dwóch płytach oddzielnie. Działał on na bazie formatu .MIX używanego wcześniej przez program Microsoft PictureIt!, jednak został rozszerzony o nowsze technologie grafiki wektorowej. Wymagał on oddzielnej instalacji od reszty pakietu i był także częścią innych pakietów od Microsoft (m.in. Microsoft Greetings).

### Microsoft PhotoDraw 2000 Version 2
Microsoft wydał następną (i ostatnią) wersję programu 31 grudnia 1999 roku.

### Sposoby rozprowadzania pakietu
PhotoDraw 2000 był rozprowadzany w następujące sposoby:
- Jako samodzielny program wydawany na 3 płytach CD,
- jako część pakietu Microsoft Office 2000 Premium,
- jako część pakietu Microsoft Office 2000 Developer.

PhotoDraw 2000 Version 2 był rozprowadzany w następujące sposoby:
- Jako samodzielny program wydawany na 3 płytach CD,
- jako część pakietu Microsoft Office 2000 Premium SR-1,
- jako część pakietu Microsoft Office 2000 Developer SR-1.

### Koniec rozwoju
Po wydaniu Microsoft PhotoDraw 2000 Version 2, Microsoft zaprzestał rozwoju aplikacji. Było to spowodowane niską popularnością pakietu, jednakże część użytkowników używało go razem z następnymi wersjami pakietu Microsoft Office. Wynikało to z faktu, że Microsoft nie stworzył żadnego zastępczego programu do grafiki wektorowej aż do roku 2007.

## Funkcje programu
Program był wektorowo-bitmapowym programem graficznym podobnym do Adobe Fireworks, zaprojektowanym dla półprofesjonalnego użytku. Zawierał on duży zbiór clip-artów i dodatkowych czcionek.

### Obsługa formatów plików
Program obsługiwał następujące rodzaje plików:

#### Format natywny
Natywnym formatem aplikacji był format .mix.

#### Pozostałe formaty
Aplikacja w pełni obsługiwała następujące formaty:
- PhotoDraw 2000 Version 2 Format (*.MIX)
- PhotoDraw 2000 Version 1 Format (*.MIX)
- Graphics Interchange Format (*.gif)
- JPEG File Interchange Format (*.jpg)
- PC Paintbrush (*.pcx)
- Picture It! 4.0 (*.MIX)
- Picture It! 3.0 (*.MIX)
- Picture It! 2.0 (*.MIX)
- Portable Network Graphics (*.png)

Ponadto otwierała pliki w formatach:
- AutoCad Format 2-D (*.dxf)
- Computer Graphics Metafile (*.cgm)
- Corel Draw (*.cdr)
- Encapsulated Postscript (*.eps)
- Flashpix (*.fpx)
- Kodak Photo CD (*.pcd)
- Macintosh PICT (*.pct, *.pict)
- MicroGrafx Designer/Draw (*.drw)
- Microsoft Image Composer (*.mic)
- Photoshop Files (*.psd)
- Tagged Image File Format (*.tif,*.tiff)
- Truevision TGA (*.tga)
- Windows Bitmap (*.bmp,*.dib,*rle)
- Windows Metafile (*.wmf)
- Windows Enhanced Metafile (*.emf)
- Wordperfect Graphics (*.wpg)

## Zmiany w Microsoft PhotoDraw 2000 Version 2
- zwiększona stabilność i szybkość działania,
- instalator oparty na Windows Installer,
- efekty webowe,
- lepsza integracja z pakietem Microsoft Office,
- kompatybilność z systemem Windows XP,
- większy zbiór clip-artów i czcionek.